# 11739 Baton Rouge
11739 Baton Rouge è un asteroide della fascia principale. Scoperto nel 1998, presenta un'orbita caratterizzata da un semiasse maggiore pari a 3,9359942 UA e da un'eccentricità di 0,2518599, inclinata di 12,10365° rispetto all'eclittica.
L'asteroide è dedicato all'omonima città statunitense.